# Det medeltida Sverige
Det medeltida Sverige (DMS) är ett historiskt-topografiskt uppslagsverk över bebyggelsen i medeltidens Sverige. 
Redan 1867 utgavs Skandinavien under unionstiden av Carl Gustaf Styffe, ett verk om Sverige under Kalmarunionen, som utkom i nya utgåvor 1880 och – av Ludvig Magnus Bååth efter Styffes bortgång – 1911. Året därpå föreslog Jöran Sahlgren en revision av verket. Det dröjde dock till 1947/1948  innan Sven Tunberg och Adolf Schück inledde planerna på vad som inte skulle bli en ny utgåva utan ett helt nytt verk. Vitterhetsakademien tillsatte en kommitté men den upplöstes vid Adolf Schücks död 1958.
Efter en utredning tillsattes 1960 en ny kommitté av Vitterhetsakademien med Erik Lönnroth som ordförande, Gunnar T. Westin som sekreterare samt David Hannerberg och Jöran Sahlgren som medlemmar. Arbetet kom senare att knytas till Historiska institutionen, Stockholms universitet. Från början riktades arbetet mot områden i Småland, Södermanland, Västergötland och Uppland, men kom genom de inblandade personernas intresse att till en början främst riktas mot Uppland. Första delen utkom 1972. Utgivningen överflyttades 1982 genom ett riksdagsbeslut till Riksantikvarieämbetet och därifrån 1 januari 2012 till Riksarkivet, enheten för Svenskt diplomatarium. Verket är ett slags medeltidens fastighetsregister som ska redovisa samtliga bebyggelseenheter (gårdar och torp) som fanns i Sverige på medeltiden och alla uppgifter om enheterna som finns i medeltida källor och 1500-talets jordeböcker. Första delen utkom 1972 och av planerade cirka 40 delar (böcker) har hittills (2025) 29 utkommit.

## Utgivna delar

### Uppland
- 1:1 Uppland, Norra Roden: Älvkarleby, Västlands, Österlövsta, Hållnäs, Valö, Börstils, Hargs, Hökhuvuds, Ekeby och Edebo socknar (Göran Dahlbäck, Bengt Jansson, Gunnar T Westin) Kungl. Vitterhets Historie och Antikvitets Akademien, Stockholm 1972
- 1:2 Uppland, Tiundaland: Ulleråkers, Vaksala härader och Uppsala stad (Göran Dahlbäck, Olle Ferm, Sigurd Rahmqvist) Riksantikvarieämbetet, Stockholm 1984
- 1:3 Uppland, Tiundaland: Bälinge, Norunda och Rasbo härader (Olle Ferm, Sigurd Rahmqvist, Gunnar T Westin) Kungl Vitterhets Historie och Antikvitets Akademien, Stockholm 1982
- 1:4 Uppland, Tiundaland: Tierps, Våla, Vendels, Olands och Närdinghundra härader (Rune Janson, Sigurd Rahmqvist, Lars-Olof Skoglund) Kungl. Vitterhets Historie och Antikvitets Akademien, Stockholm 1974
- 1:5 Uppland, Attundaland: Lyhundra och Sjuhundra härader (Sigurd Rahmqvist, Lars-Olof Skoglund) Riksantikvarieämbetet, Stockholm 1986
- 1:6 Uppland, Tiundaland: Hagunda härad (Olle Ferm, Mats Johansson) Riksantikvarieämbetet, Stockholm 1988
- 1:7 Uppland, Attundaland: Bro och Sollentuna härader, Färingö tingslag och Adelsö socken (Olle Ferm, Mats Johansson, Sigurd Rahmqvist) Riksantikvarieämbetet, Stockholm 1992
- 1:8 Uppland, Fjädrundaland: Simtuna och Torstuna härader (Olle Ferm, Mats Johansson, Sigurd Rahmqvist) Riksantikvarieämbetet, Stockholm 1994
- 1:9 Uppland, Fjädrundaland: Trögd (Sigurd Rahmqvist) Upplandsmuseet, Uppsala 2010
- 1:10 Uppland, Tiundaland: Håbo härad och Sigtuna stad (Annika Björklund) Riksarkivet, Stockholm 2014
- 1:11 Uppland, Lagunda och Åsunda härader, Enköpings stad (Hanna Källström) Riksarkivet, Stockholm 2021
- 1:12 Uppland, Vallentuna och Seminghundra härader (Sigurd Rahmqvist) Riksarkivet, Stockholm 2023
- 1:13 Uppland, Långhundra och Ärlinghundra härader (Hanna Källström) Riksarkivet, Stockholm 2024

### Södermanland
- 2:1 Södermanland, Tören: Sotholms och Svartlösa härader (Kaj Janzon, Sigurd Rahmqvist) Riksantikvarieämbetet, Stockholm 2002
- 2:2 Södermanland, Hölebo och Rönö härader (Kaj Janzon) Riksantikvarieämbetet, Stockholm 2006
- 2:3 Södermanland, Jönåkers härad och Nyköpings stad (Kaj Janzon) Riksarkivet, Stockholm 2013
- 2:4 Södermanland, Daga härad och Villåttingen (Hanna Källström) Riksarkivet, Stockholm 2014
- 2:5 Södermanland, Oppunda härad (Kaj Janzon) Riksarkivet, Stockholm 2016
- 2:6 Södermanland, Selebo och Öknebo härader (Hanna Källström) Riksarkivet, Stockholm 2016
- 2:7 Södermanland, Åkers härad, Strängnäs stad (Christian Lovén) Riksarkivet, Stockholm 2020
- 2:8 Södermanland, Rekarne, Torshälla stad (Christian Lovén, Kaj Janzon), Riksarkivet, Stockholm 2023

### Småland
- 4:1 Småland, Möre och Kalmar stad (Olle Ferm, Sigurd Rahmqvist, Lars Thor) Riksantikvarieämbetet, Stockholm 1987
- 4:2 Småland, Handbörd och Stranda härader (Jan Brunius, Olle Ferm) Riksantikvarieämbetet, Stockholm 1990
- 4:3 Öland (Roger Axelsson, Kaj Janzon, Sigurd Rahmqvist) Riksantikvarieämbetet, Stockholm 1996
- 4:4 Småland, Aspeland, Sevede och Tuna län (Roger Axelsson, Sigurd Rahmqvist) Riksantikvarieämbetet, Stockholm 1999
- 4:5 Småland, Tjusts härad, Västerviks stad (Roger Axelsson) Länsstyrelsen Kalmar län, Kalmar 2008
- 4:6 Småland, Ydre härad (Christian Lovén) Riksarkivet, Stockholm 2015

### Värmland
- 7 Värmland (Annika Björklund) Riksarkivet, Stockholm 2018

### Gästrikland
- 11 Gästrikland (Sigurd Rahmqvist) Riksantikvarieämbetet, Stockholm 1998

## Extern referens
- Det medeltida Sveriges webbplats